# إولر إلياس دي كارفاليو
إولر إلياس دي كارفاليو (Euller Elias de Carvalho) (15 مارس 1971 في البرازيل – )؛ هو لاعب كرة قدم سابق كان يلعب كمهاجم. يلعب مع منتخب البرازيل لكرة القدم منذ عام 2000.

## وصلات خارجية
- إولر إلياس دي كارفاليو على موقع رابطة كرة القدم اليابانية للمحترفين (اليابانية)
- إولر إلياس دي كارفاليو على موقع قاعدة بيانات كرة القدم.إي يو (الإنجليزية)
- إولر إلياس دي كارفاليو على موقع ناشيونال فوتبول تيمز (الإنجليزية)
- إولر إلياس دي كارفاليو على موقع Soccerway.com (الإنجليزية)
- إولر إلياس دي كارفاليو على موقع عالم كرة القدم.نت (الإنجليزية)

- National Football Teams